# Orbinia exarmata
Orbinia exarmata is een borstelworm uit de familie Orbiniidae.
De wetenschappelijke naam werd in 1932 voor het eerst geldig gepubliceerd door Fauvel.